# Графтон (Ајова)
Графтон (енгл. Grafton) град је у америчкој савезној држави Ајова. По попису становништва из 2010. у њему је живело 252 становника.

## Демографија
Према попису становништва из 2010. у граду је живело 252 становника, што је -38 (-13.1%) становника више него 2000. године.
| Група             | 2000.       | 2010.       |
| Белци             | 287 (99,0%) | 249 (98,8%) |
| Афроамериканци    | 0 (0,0%)    | 0 (0,0%)    |
| Азијати           | 1 (0,3%)    | 1 (0,4%)    |
| Хиспаноамериканци | 0 (0,0%)    | 0 (0,0%)    |
| Укупно            | 290         | 252         |